# Benz Baustoffe
Die Benz GmbH & Co. KG Baustoffe (Eigenschreibweise: BENZ) ist ein mittelständischer Baustoffhändler mit Sitz in Neckarbischofsheim, Deutschland. Benz bietet Baustoffe für den Tief- und Straßenbau, Garten- und Landschaftsbau, Hochbau, Innenausbau, Bedachungen, Rohbau und Sanierung sowie Dämmung und Werkzeuge an sieben Standorten in Deutschland an. Der Webshop Benz24 beliefert Kunden in der D-A-CH-Region und Frankreich.

## Geschichte
Nach der Rückkehr aus dem Ersten Weltkrieg gründete Wilhelm Benz im Jahr 1919 Benz Baustoffe. Zunächst stellte das Unternehmen in einer Lagerhalle am Bahnhof von Neckarbischofsheim Dachziegel her. Im Jahr 1924 begann der Handel mit Kohle und Kunstdünger.
Nach Ausbruch des Zweiten Weltkriegs wurden die Söhne von Wilhelm Benz, Heinz und Klaus, an die Front geschickt. Wilhelm Benz wurde aufgrund einer öffentlichen Hinterfragung des Kriegsgeschehens für mehrere Monate inhaftiert. Zu dieser Zeit arbeiteten Wilhelms Frau Marie und die gemeinsame Tochter Margarete im Unternehmen und verluden Schüttgut.
Zum Kriegsende lieferte Benz Dachziegel für die Kasernen der Besatzungsmächte. Von der amerikanischen Verwaltung erhielt Wilhelm Benz als Entschädigung für seine Inhaftierung im Dritten Reich eine Fuhrkonzession und einen Lkw von General Motors. 1947 und 1948 stiegen Heinz und Klaus Benz in das Unternehmen ein. Benz Baustoffe profitierte von der Zeit des Wiederaufbaus nach Kriegsende und erweiterte sein Produktangebot um Materialien für den Hausbau. Außerdem errichtete das Unternehmen einen neuen Firmensitz in der Helmstadter Straße in Neckarbischofsheim. Die erste Halle mit Werkstatt entstand 1972. Diese wurde 1978 um einen Anbau mit Baumarkt erweitert. In den 1980er Jahren traten die Söhne von Klaus Benz, Norbert und Roland, in dritter Generation in das Unternehmen ein. Klaus Benz trat seine Anteile ab und das Unternehmen wurde in Transport und Baustoffhandel unterteilt.
1991 eröffnete Benz erste Niederlassungen in Beerfelden und Eberbach. 1993 folgte eine dritte Filiale in Ketsch. Ein Jahr später übernahm Roland Benz die Geschäftsführung des Unternehmens. 2004 entstand eine neue Filiale in Bensheim, ein Jahr später eröffnete eine weitere Niederlassung in Hemsbach. 2010 eröffnete eine weitere Filiale in Neckarsulm, 2014 wurde für den Baustoffhandel ein weiterer Standort in Hockenheim errichtet.
2007 eröffnete das Unternehmen den Online-Shop Benz-Baustoffe24, welcher später in Benz24 umbenannt wurde. Bevor der Online-Shop aufgesetzt wurde, verkaufte Benz mehrere Monate Regenwassertanks über eBay.
Die Tochter von Roland Benz, Nina Schieck, übernahm 2011 die Geschäftsführung des Unternehmens. Ihr Mann Christian Schieck trat 2012 in die Geschäftsführung ein.
Die Filiale in Eberbach schloss 2016 aufgrund mangelnder Expansionsmöglichkeiten und Mitarbeiter wurden in benachbarte Niederlassungen versetzt. Im Jahr 2017 eröffnete eine Filiale für Malerbedarf und Trockenbau in Mannheim und der Webshop Benz24 ging für den französischen Markt online. 2018 wechselte Benz Baustoffe auf das Warenwirtschaftssystem Benz 4.0, ein unternehmenseigenes Digitalisierungsprojekt.
2023 nahm Benz Baustoffe mit einem interaktiven Stand an der Bundesgartenschau in Mannheim teil. Der Stand entstand in Zusammenarbeit mit 24 Industriepartnern von Benz und informierte Besucher unter anderem über nachhaltiges Bauen, Sanierung, Regenwassernutzung, Gartengestaltung und Photovoltaikanlagen.

## Unternehmensstruktur
Geschäftsführer des Unternehmens sind Roland Benz, Nina Schieck und Christian Schieck. Im Geschäftsjahr 2021 erwirtschaftete das Unternehmen einen Umsatz von 153,5 Millionen Euro, davon setzte das Unternehmen 149 Millionen Euro im Inland um. Benz Baustoffe beschäftigte 2021 durchschnittlich 356 Mitarbeiter.
Neben dem Hauptsitz in Neckarbischofsheim befinden sich weitere Standorte in Bensheim, Hemsbach, Mannheim, Neckarsulm und Hockenheim.

## Produkte und Dienstleistungen
Benz Baustoffe vertreibt Produkte für den Tief- und Straßenbau, Garten- und Landschaftsbau, Hochbau, Innenausbau, Rohbau und Sanierung sowie Dämmung und Werkzeuge. Dazu gehören Holz, Fliesen und Sanitärprodukte, Türen, Tore und Fenster. Weiterhin vertreibt das Unternehmen Produkte der Eigenmarke Benz Professional und Wellker macht's einfach, zu der einfach zu verarbeitende Baustoffe wie Jute gehören.
Mit Benz24 ist das Unternehmen mit dem Verkauf von Baustoffen online tätig. Der Online-Shop wird länderspezifisch für Deutschland, Österreich, die Schweiz und Frankreich betrieben. Der Online-Shop vertrieb zuerst nur Produkte für die Regenwassernutzung. Stand 2017 bietet Benz online über 30.000 Produkte an. Zunächst befand sich der Hauptsitz des Onlinehandels am Unternehmenssitz in Neckarbischofsheim. Aufgrund mangelnder Erweiterungsfläche wurde das Logistikzentrum nach Hockenheim-Talhaus verlegt. Der Lagerbetrieb mit solarbetriebenen Elektrogabelstaplern ist emissionsfrei. Der Fuhrpark des Unternehmens besteht aus Fahrzeugen, die die Abgasnorm Euro 6 erfüllen, darunter mehrere Elektro- und Hybridfahrzeuge.

## Kooperationen und Engagement
Benz Baustoffe betreibt verschiedene Kooperationen mit regionalen Einrichtungen und Vereinen. Seit 2007 ist Benz Baustoffe Partner des Sportvereins TSG 1899 Hoffenheim und seit 2015 fördert das Unternehmen den SV Sandhausen, einen Fußballverein aus der Unternehmensregion. Am Adolf-Schmitthenner-Gymnasium in Neckarbischofsheim schreibt Benz jährlich einen Förderpreis im Fach Mathematik aus und unterstützte die Schule beispielsweise mit der Einrichtung eines EDV-Raums. Zum 100-jährigen Jubiläum gründete das Unternehmen 2019 die Benz Familien-Stiftung, welche zukünftige Fachkräfte und Bildungseinrichtungen fördert.